# 电磁脉冲

電磁脈衝炸彈在高空爆炸，將能夠影響一個國家的大量電子系統，如圖。

電磁脈衝（英文：Electromagnetic Pulse，縮寫：EMP）是一種物理現象，有以下兩種意思：
1. 由爆炸（特别是核爆炸）、閃電、太陽黑子、導管效應或者電器火花等狀況下產生的电磁辐射、或者由于康普顿散射或光子散射产生與光电子产生的剧烈变化的交变电磁场，作用于电子材料、爆破设备或周围媒介的电磁冲击波，即为電磁脈衝。核爆所產生之γ射線會以光速由爆點向四周輻射，和空氣中的氧、氮原子相撞擊，而產生帶負電之電子，產生極強之電磁場（俗稱電磁脈衝）。這個電磁場可能会對用电设备或电子设备发生耦合，並产生具破坏性的电流和電涌。电磁脉冲在冲击范围以外几乎不会被察觉，除非这个设备是核武器或是专门用于产生电磁沖擊波的武器。
2. 一个寬頻率、高强度而短暫的電磁波喷发。

由一个核爆炸或一个小行星撞击產生的电磁脉冲，其能量的大部分频宽介於3赫兹到30000赫兹之间。

## 实际情况

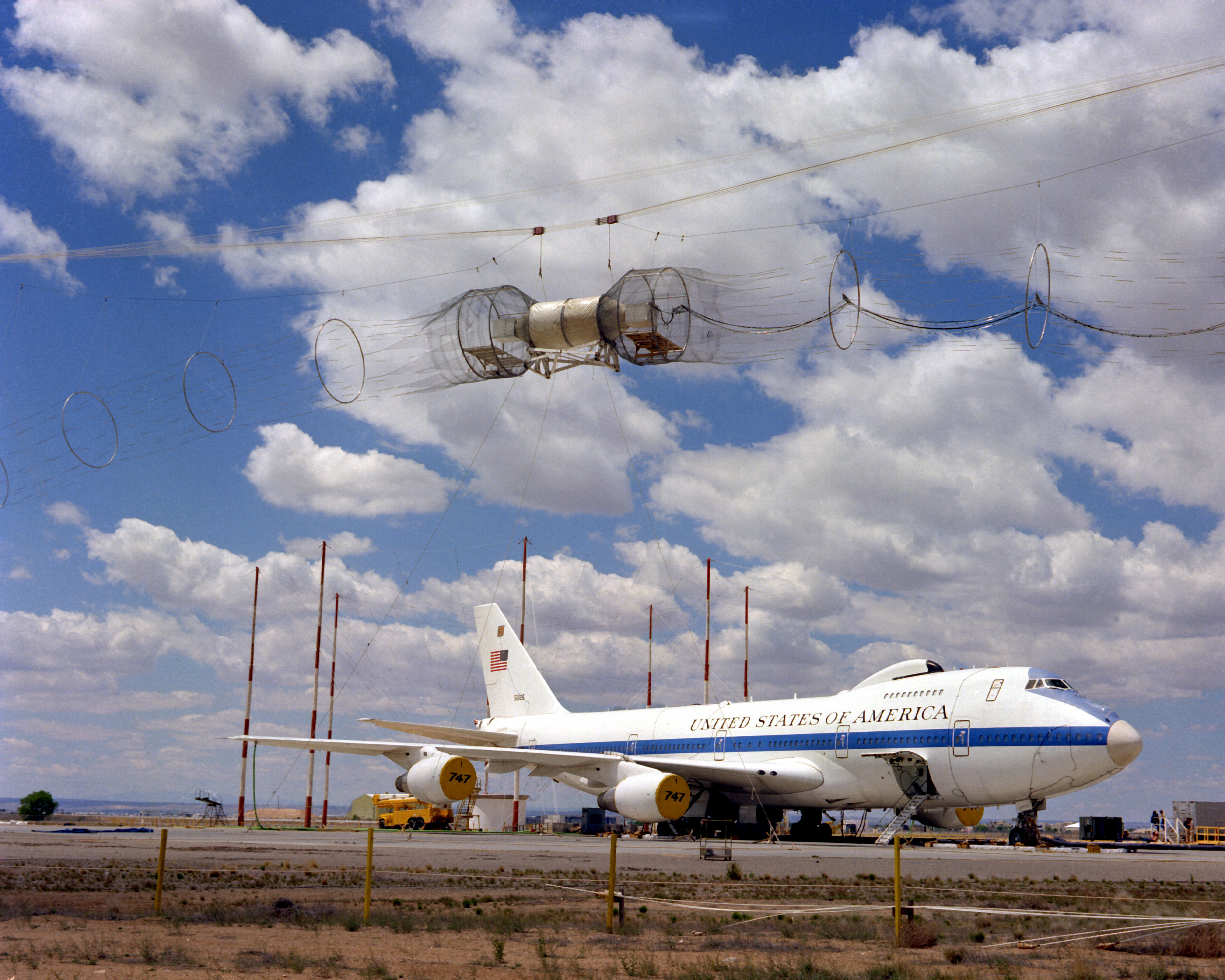
電磁脈衝模擬器。

电磁脉冲的最长持續时间通常只有一秒钟。任何没有受到保护的电器和连接到电線的东西，如電力系統、電子設備、微晶片等都会受到电磁脉冲的影响而導致無法修復的損壞，而且電磁脈衝會造成大氣層電荷密度的劇烈改變，使超高頻以下的各種波段產生干擾，使通訊暫時阻斷。使用真空管（电子管）的舊式设备則不容易受到电磁脉冲的攻击，但也僅僅限於真空管本身，比如真空管收音機裡的硒整流器等亦是容易受到摧毀的固態元件；冷战时期苏联和美国的飞行器有很多航空电子设备仍使用真空管。也有一些网站探討相關的方法來防止家中或企業中的電器被電磁脈衝波所攻擊。
此效應最早是由空投的核爆被發現的。而在廣島和長崎投擲原子彈的飛機未受到因電磁脈衝影響而造成電子系統的損傷，是因為當核爆炸的高度在10公里以下時，因γ射線從空氣粒子中噴出的電子迅速被其周圍的空氣粒子阻擋而停止，所以這些電子不會被地球磁場影響（在高空的核武器試爆中，地球磁場造成的偏轉會讓電磁脈衝變得可見）。事實證明低空核爆只會造成有限的電磁效應。
如果當時運載小男孩原子彈和胖子原子彈的B-29，在炸彈於廣島、長崎上空爆炸時飛行在強烈的核輻射區域之內，那麼他們將會遭受（輻形）電磁脈衝作用導致的光致電荷分離（Photoinduced charge separation）。但這只有在他們待在核爆的暴風半徑內，並且是個爆炸高度低於10公里的核爆時才會發生。
在1962年的核彈測試期間，負責攝影的KC-135飛機遭受到電磁脈衝的影響，來自300公里外的41萬噸級 Bluegill Triple Prime 和41萬噸王魚（Kingfish）核彈引爆（兩者的引爆高度分別是48和95公里）。但是該架飛機的重要電子儀器不如今日的複雜，因此它得以順利返回基地。
一般而言電磁脈衝對生物體沒有任何影響，但在電磁脈衝發生時靠近電力及電器設備等足以大量聚集電磁脈衝波物品的生物體可能因瞬間的超高電壓而灼傷、休克甚至死亡。
电磁脉冲是一种突發的、宽带电磁辐射的高强度脉冲。所在电磁频段取决于EMP源。核武器高空爆炸产生一种强電磁脈衝。由于爆炸持续相当长一段时间，所以它含有强的低频分量（<100MHz）。常规EMP装置是用炸药驱动的高功率微波技术来制造的，它产生一个次强、超短（纳秒）脉冲，主要微波频段为100MHz－100GHz。EMP作用范围取决于源的强度，正像电磁冲击波从源发出以连续递减强度的方式传播一样。
伽玛辐射通过裂变弹或聚变弹与大气的相互作用来产生。通过它撞击大气中的电子建立一个正、负电荷的大区域。这些电荷的运动产生電磁脈衝。脉冲进入该区间所有未屏蔽的电路，造成从电路故障、存贮数据丢失、直到过热与熔化的破坏。
用小型脉冲功率源（吉瓦量级）、电能变换器和高功率微波元件（例如，虚阴极振荡器）加以配套来产生军用電磁脈衝。常规電磁脈衝装置的优点是触发时间极短、输出能量集中在较高的微波频率上（>100MHz）。因为现代电子设备主要工作于这些微波频段，所以常规電磁脈衝关闭电子设备极为有效、潜力很大。爆炸泵激的電磁脈衝装置（例如虚阴极振荡器）还有另一个优点：可将其设计成使它们的电磁脉冲聚束在一个特定的方向。甚至，常规装置产生的聚束電磁脈衝效应有一个致命半径，量级约为几百米到几千米，取决于功率源的强度和大气吸收，特别是当频率大于20GHz时。
美国空军菲利普实验室已制造出小型等离子螺旋管（toroids）。它有约10千焦耳的能量。等离子螺旋管对准固态靶，在靶表面上迅速感应加热，产生极大的机械与热冲击以及X光脉冲。这个X光脉冲也能用来产生電磁脈衝。尽管理论上预测螺旋管产生的高能等离子会因大气而迅速耗散，但是，可能有一种好方法将高能等离子送到近区靶，不包括空气中的长路径。

## 武器应用
现在，电磁脉冲武器主要被分为核爆电磁脉冲武器与非核电磁脉冲武器兩種。空间核爆炸的几次试验已揭示出：核电磁脉冲效应的大小，炸弹当量的影响比核空爆高度的影响要小。在高度60英里处产生100千吨空爆时，造成電磁脈衝破坏区可以遍及半个美国。在高度300英里处同样当量的爆炸，则EMP破坏区可以遍及整个美国另加上墨西哥与加拿大的大部分地区。由一种（纯理论）微当量核装置产生的伽玛脉冲用来产生可控制的EMP效应。而根據美國非營利機構電力科學研究院(EPRI)在2019年的研究報告顯示，此類大規模核爆電磁脈衝確實可以造成局部性區域停電（影響多個州），但可在短期內恢復正常，不會破壞全國性電網，影響遠低於影視小說渲染與想像 。
被電磁脈衝打击的电器件经受从外沿上的暂时电子破坏直到近中心的过压摧毁。现代半导体器件，特别是基于MOS技术的那些器件（例如商用计算机）由于瞬变高压而最易损坏。地面长线路（例如电传输线）充当電磁脈衝的巨大天线。因此，电源传输网络与通訊网络是极易损坏的。它们很可能被電磁脈衝所摧毁。任何含半导体的电子设备包括机载平台的系统都可能被电磁脉冲关闭或烧毁，除非该系统采用笨重而昂贵的电磁屏蔽、良好设计的滤波器和仔细接地等措施来加以完全保护。核武器空爆产生的电磁脉冲是一种极有效的区域武器。毫无疑问，它将破坏城市基础设施。
更灵活类型的EMP武器系统既可用微当量核武器（当量低于2千吨）、常规爆炸驱动的電磁脈衝装置，又可用等离子技术来产生EMP。微当量核武器或常规電磁脈衝装置可作为炸弹可能装到航天飞机（TAV）上或作为导弹弹头投到目标近处。但是，電磁脈衝对电、电子设备的破坏效应是不可预见的，这些電磁脈衝打击力量最好用来对付依靠复杂电子设备的敌方平台与设施，特别是敌方的指挥、控制与通訊系统（战略目标）和敌方的空防系统（作战目标）。配备EMP弹头的导弹也是战斗中获取空中优势的有效武器，因为现代高性能的战斗机紧紧依靠复杂而易损的电子设备。
核爆產生的電磁脈衝效应的主要麻煩是它會無差別破壞有效範圍的所有電子設備。它既可能對敵軍造成影響，但同時亦可能破壞友軍的設備。使用核驱动EMP武器的另一个障碍是世界都厌恶核武器，特别是彈道导弹。一旦核弹在太空爆炸，它所产生的带电微粒容易被地球的范爱倫輻射帶捕获。凡经过辐射带附近的卫星都会受到强烈的輻射照射，从而摧毁屏蔽薄弱的卫星。带电粒子会在辐射带中停留很长一段时间，使敌友雙方都不能使用該空域。

## 虛構作品中的電磁脈衝武器
以電磁脈衝進行攻擊的場景常出現在小说及電影中，不過效果通常因戲劇效果而被誇大。一個有名的例子是美国电视连续剧《24小時反恐任務》第八季的第12集中，恐怖分子利用以電磁脈衝原理製成的炸彈，破壞了美國反恐局的設備及運作機制。
最早美國好萊塢電影「恐懼的總和」就有描述恐怖份子想要利用一枚核彈頭在地面（巴爾地摩足球場）引爆後殺死美國總統，造成傑克·萊恩乘坐的直昇機掉落地面的情節。
在美商艺电的《极品飞车：热力追踪》、《戰地風雲4》張將軍發射電磁脈衝彈壓制上海市，使上海市大範圍停電，也使墓碑小隊無法與位於東海的美國海軍第七艦隊取得聯繫。中也有出现类似武器。《命令与征服：将军》中國將軍能力升級擁有空投電磁脈衝彈的能力，會造成建築物及地面載具暫時無法使用，受影響空中載具會直接墜毀。美國超級武器將軍擁有電磁脈衝愛國者系統。
《使命召唤：现代战争2》中以空爆核彈達到電磁脈衝的效果，壓制俄軍在華盛頓的行動。
《俠盜獵車手5》的搶劫任務“突襲人道研究實驗室”，必須以電磁脈衝裝置，損毀部分區域的所有電子設備，來達到任務目標。奇妙的是，使用電磁脈衝之後，區域內的電腦竟然還能使用，且電磁脈衝裝置原置於在戰機的機首雷達部位，令人非常不解。
日本動畫《學園默示錄》中，美國向日本發射核彈，儘管海上自衛隊的金剛級驅逐艦全力擊落，但仍然有一發漏網之魚，進而造成電磁脈衝攻擊的完成。
韓劇《Three Days》中，也曾出現EMP武器攻擊導致所有電子設備、手錶等無法使用的情形。
2010年美劇《24小時反恐任務（第八季）》第12集中恐怖份子利用EMP破壞CTU的電子設備。
2014年臺灣華語電影《痞子英雄2：黎明再起》中，也出現反派組織劫走「海港城」軍方的電磁脈衝火箭（EMP），並用它來癱瘓全城的電力、通訊與聯外交通系統的橋段。
《彩虹六号：围攻》，特勤幹員Thatcher擁有EMP手榴彈。
《幽灵行动：荒野》可解鎖技能到無人機上。
《REDCON》中有EMP Blaster和飛船運載EMP彈。
《守望先锋》中角色「黑影」的絕招是電磁脈衝波，可以使範圍敵人無法使用技能。
《少女前線》中2019夏季活動「裂變鏈接」關卡可以透過變電站啟動EMP裝置癱瘓周遭的軍方自律人形
2017年美國動作電影《速度与激情8》中唐老大開車衝進俄國核潛艇基地，通過啟動電磁脈衝儀器(EMP)癱瘓基地所有防禦系統和武器。
《86－不存在的戰區－》中第19集裡軍團的超長距離電磁脈衝砲對大範圍的電子設備造成無法回復的致命打擊。
《Apex 英雄》中暗碼士（Crypto）的大絕使用無人機釋放電磁脈衝，造成附近英雄緩速及50點護甲傷害。
日本動畫《亞人》中，佐藤等人使用了裝在卡車裡的電磁脈衝炸彈使大樓周遭幾百公尺範圍的電子客被遭到破壞。